# イオンモール銚子
イオンモール銚子（イオンモールちょうし）は、千葉県銚子市にある、イオンモール株式会社が管理・運営するリージョナル型ショッピングセンターである。

## 概要
JR銚子駅を中心とした市街地より離れた郊外の国道126号沿いに立地し、2010年（平成22年）3月16日にグランドオープンした。核店舗「イオン銚子店」と準核店舗としてシネマコンプレックス、家電量販店や飲食、ファッション、エンターテイメント、サービス等100の専門店で構成する地上2階建てのモール型SCである。外房（海匝・山武・長生・夷隅地域）最大規模の商業施設で、茨城県鹿行地域からの集客も視野に入れており、13万人、4万4000世帯が商圏である。
専門店街には1階にカジュアルファッションショップや生活雑貨等の専門店、レストラン、カフェが出店し、2階には大型専門店を始め、全600席がオーシャンビューとなるフードコート、5スクリーン770席規模の「イオンシネマ」等が配置されている。核店舗となるイオン銚子店は、ファミリー世代から団塊世代のライフスタイルに対応できる店舗づくりが目指されている。
銚子の魅力を伝える地域情報発信基地として、観光スポットや行事・イベントを発信する「銚子しおさいプラザ」や銚子の名産品を扱う｢銚子活菜横丁 鮮の市｣等を展開している。｢銚子活菜横丁 鮮の市｣は観光客の休憩場所としての利用を図るため、大型観光バス23台が駐車できる専用駐車場をモール南側「広場入口」に面して配置している。 専門店街ではそれぞれ「港」「風力発電」「灯台」をイメージしたデザインの「いるかの広場」「風の広場」「太陽の広場」を導入し、遠方から訪れた買い物客に向けた銚子の魅力発信を図っている。
モールは南側が景勝地屏風ヶ浦に面し水郷筑波国定公園に、周辺が県立九十九里自然公園に指定されていることから、20kＷ出力のソーラーパネルによる太陽光発電や省エネルギー装置、再生材を利用したモールづくりを行う他、充電ステーションも設置し、環境面に配慮したモールづくりを行っている。快適なショッピングを創出する取り組みとして、ゲート付き身体障害者用駐車場を11区画導入している他、千葉交通「陣屋町」バス停よりJR銚子駅経由でシャトルバスを1日10往復運行している。
銚子市は2010年（平成22年）に「銚子市とイオン株式会社との地域振興に関する包括提携協定」を締結し、同協定内合意事項により、地域貢献型電子マネー「犬吠WAON」を利用して支払われた金額の0.1％が銚子市に寄付されている。市では「犬吠WAON」カードを媒体とする地域通貨「すきくるスター」を導入し、地域づくりプラットフォーム「銚子円卓会議」が中心となって、域内消費喚起の寄与による持続可能なコミュニティデザインサービス事業が推進されている。

## 沿革
- 2008年（平成20年）秋 - 着工。
- 2010年（平成22年）3月16日 - イオン銚子ショッピングセンターとして開業[1]。
- 2011年（平成23年）
  - 3月1日 - 核店舗の屋号をジャスコからイオンに変更[10]。
  - 11月21日 - SC名称をイオン銚子ショッピングセンターからイオンモール銚子に変更[3]。
- 2013年（平成23年）
  - 11月1日 - SC管理・運営がイオンモール株式会社に変更[11]

## 主なテナント
核店舗はイオン銚子店である。
出店しているテナント全店の一覧・詳細情報は公式サイト「フロアガイド」を、営業時間およびATMを設置している金融機関の詳細は公式サイト「営業時間のお知らせ」を参照。